# Ihor Kyzym
Ihor Jurijowycz Kyzym (ukr. Ігор Юрійович Кизим, ur. 20 sierpnia 1961 w Charkowie) – ukraiński dyplomata, urzędnik i prawnik, który od 2017 roku pełni służbę na stanowisku ambasadora na Białorusi.
Ukończył studia na wydziale stosunków międzynarodowych Uniwersytecie Kijowskim. Od 1995 roku pracuje w dyplomacji ukraińskiej m.in. na stanowiskach sekretarza ambasadach we Francji (1996–2000) i w Nigerii (2001–2003) oraz radcy w ambasadach w Kanadzie (2007–2011) i w Zjednoczonym Królestwie (2016–2017).